# Muhammad Bu Iszawi
Muhammad Bu Iszawi (Mohamed Bouaichaoui, arab. ‏محمد بوعيشاوي‎; ur. 15 stycznia 1979) – algierski judoka. Dwukrotny olimpijczyk. Odpadł w eliminacjach w Sydney 2000 i Atenach 2004. Walczył w wadze ciężkiej.
Uczestnik mistrzostw świata w 1999, 2001, 2003 i 2007. Startował w Pucharze Świata w latach 1999–2001 i 2011. Wicemistrz igrzysk śródziemnomorskich w 2001. Złoty medalista igrzysk afrykańskich w 1999, 2003 i 2007. Ośmiokrotny medalista mistrzostw Afryki w latach 1998 – 2011.

## Letnie Igrzyska Olimpijskie 2000
| Konkurencja | Eliminacje               | Klas. końcowa |
| Konkurencja | Przeciwnik I             | Miejsce       |
| ----------- | ------------------------ | ------------- |
| +100 kg     | Daniel Hernandes (BRA) P | I runda.      |

## Letnie Igrzyska Olimpijskie 2004
| Konkurencja | Eliminacje               | Klas. końcowa |
| Konkurencja | Przeciwnik I             | Miejsce       |
| ----------- | ------------------------ | ------------- |
| +100 kg     | Indrek Pertelson (EST) P | I runda.      |